# Petrobunidae
Famille
Les Petrobunidae sont une famille d'opilions laniatores. On connaît huit espèces dans trois genres.

## Distribution
Les espèces de cette famille se rencontrent en Asie de l'Est, en Asie du Sud-Est et en Nouvelle-Guinée.

## Liste des genres
Selon World Catalogue of Opiliones (01/07/2021) :
- Petrobunus Sharma & Giribet, 2011
- Proscotolemon Roewer, 1916
- Zalmoxida Roewer, 1912

## Publication originale
- Sharma & Giribet, 2011 : « The evolutionary and biogeographic history of the armoured harvestmen – Laniatores phylogeny based on ten molecular markers, with the description of two new families of Opiliones (Arachnida). » Invertebrate Systematics, vol. 25, no 2, p. 106–142.